# Benzylisochinolin-Alkaloide

Benzylisochinolin, Grundkörper der Benzylisochinolin-Alkaloide

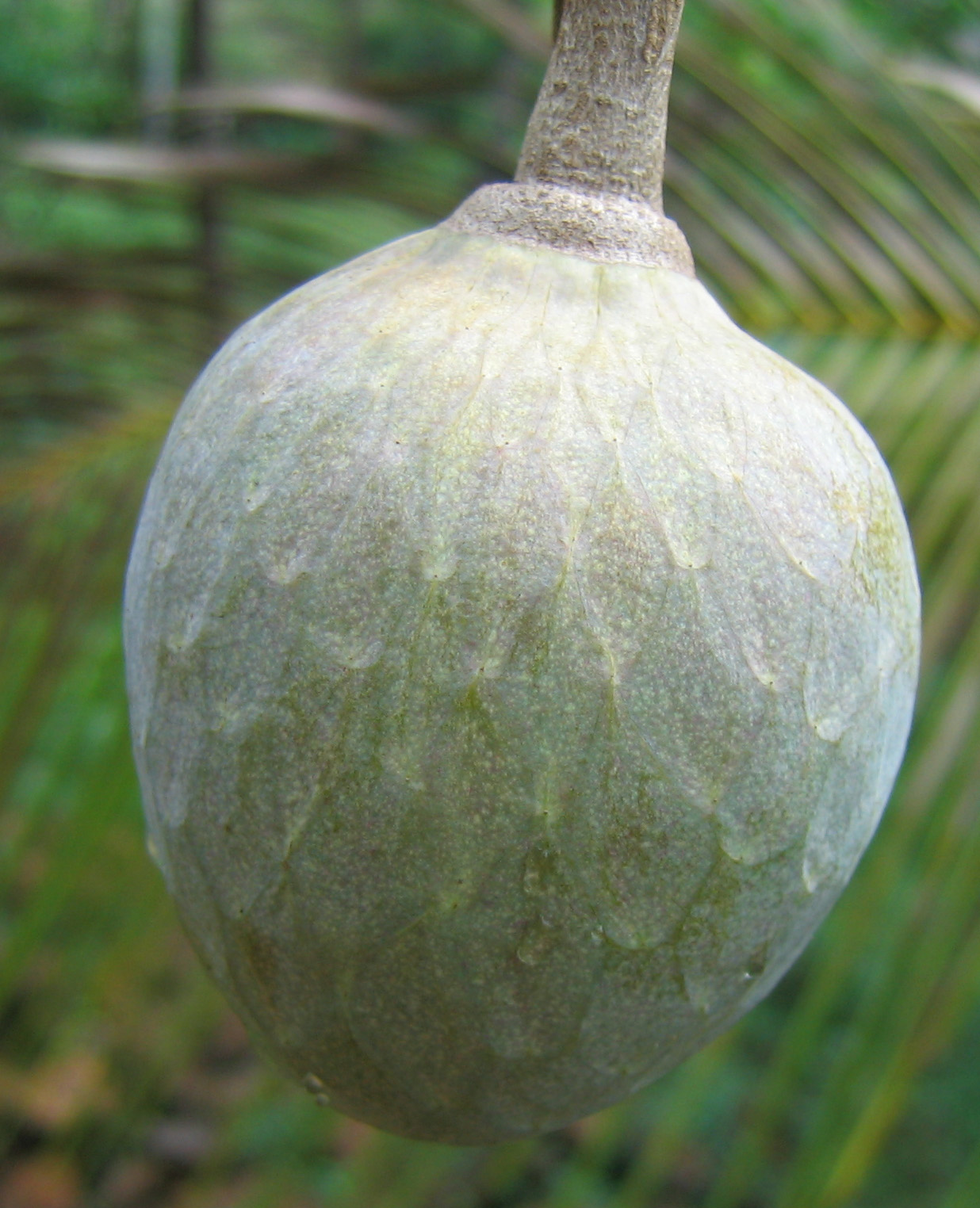
Frucht der Netzannone (Annona reticulata)

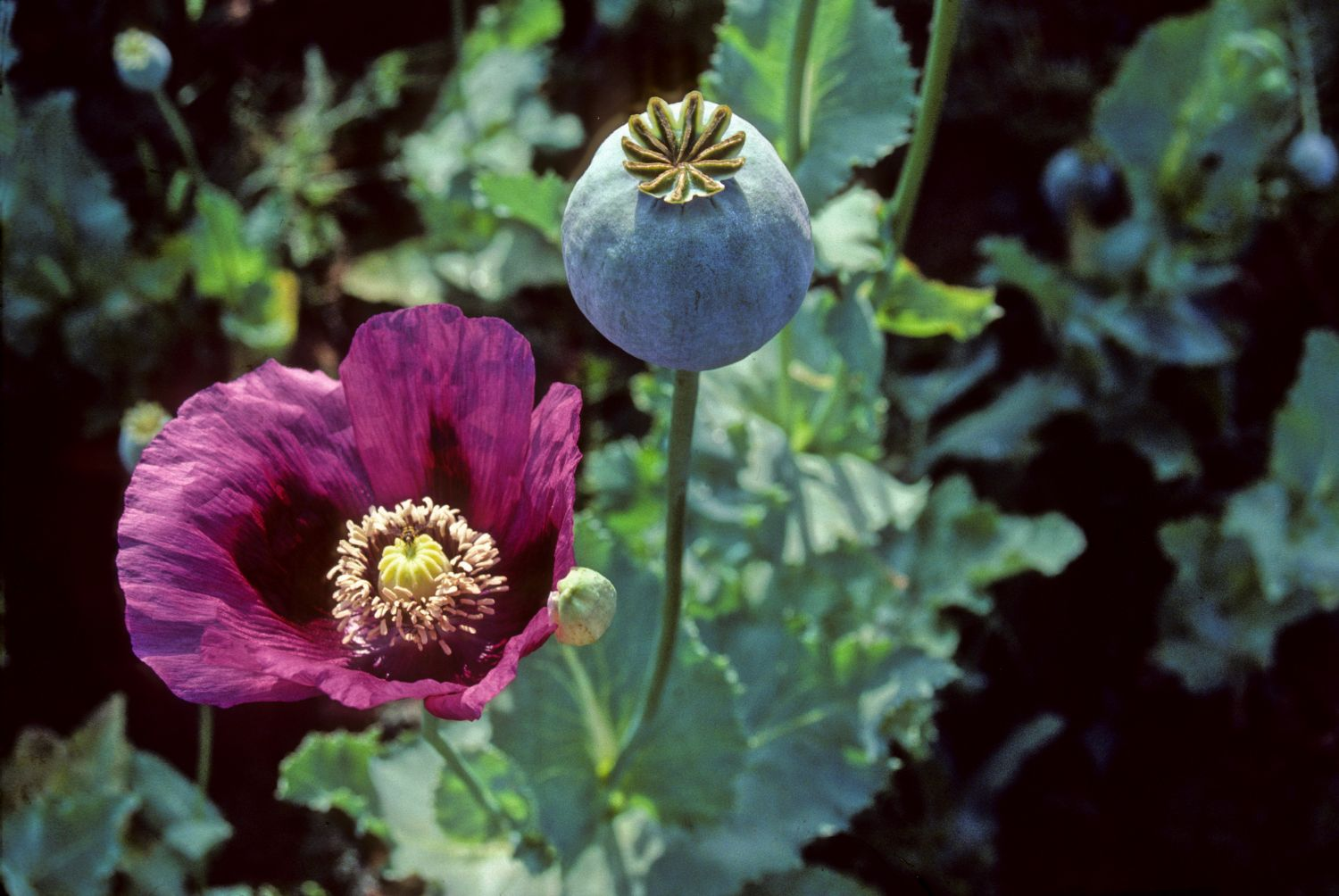
Blüte und Frucht des Schlafmohns

Die Benzylisochinolin-Alkaloide sind Naturstoffe die sich zu den Isochinolin-Alkaloiden zurechnen lassen und sich vom Benzylisochinolin ableiten. Zu ihnen zählen auch die Benzyl(tetrahydro)isochinolin-Alkaloide.

## Vorkommen
Benzylisochinolin-Alkaloide werden u. a. in den Pflanzenfamilien der Mohngewächse, Annonengewächse und Lorbeergewächse gebildet. Bekannte Vertreter kommen vor allem in Mohnpflanzen beziehungsweise dem daraus gewonnenen Opium vor, aber auch in Christophskräutern. Das Reticulin wurde beispielsweise aus der Netzannone isoliert.

## Bekannte Vertreter
Von den Benzylisochinolin-Alkaloiden sind über 2500 biologisch aktive Derivate bekannt. Aufgrund ihrer Struktur können die Substanzen in zahlreiche Untergruppen eingeteilt werden: die Aporphine, die Phthalidisochinolin-Alkaloide, die Morphinane, die Protoberberin-Alkaloide und die Pavine.
Zu den bekannten Einzelsubstanzen dieser Stoffgruppe gehört Papaverin. Weitere Vertreter sind u. a. die Benzyltetrahydroisochinolin-Alkaloide Reticulin und Laudanosin.

Papaverin
(+)-Reticulin
(+)-Laudanosin

## Eigenschaften
Papaverin hat gefäßerweiternde und muskelentspannende Eigenschaften. Laudanosin wirkt als tetanisches Gift.

## Biosynthese
Die Biosynthese der Benzylisochinolinalkaloide wurde intensiv untersucht. Sie beginnt mit der Aminosäure Tyrosin, die durch Hydroxylierung und Decarboxylierung in Dopamin beziehungsweise durch oxidative Desaminierung in 4-Hydroxyphenylacetaldehyd umgewandelt wird. Diese beiden Verbindungen werden in einer durch das Enzym Norcoclaurin-Synthase katalysierten Kondensationsreaktion zum Benzylisochinolin-Grundgerüst verbunden.
Das Benzylisochinolin aus dieser Reaktion kann über unterschiedliche Substituenten verfügen, Reticulin ist eine wichtige Zwischenstufe.